# Разцепление на ВМОРО
Разцеплението на ВМОРО е процес довел до тежки и непреодолими разногласия в македоно-одринското освободително движение.

## История

### Предпоставки за възникване
От самото си начало македоно-одринското движение е белязано от разногласия, които постепенно прерастват във вражда, а накрая и в омраза. В него се зараждат две течения – ляво (реформаторско) и дясно (консервативно). Постепенно противоречията между тях се изострят. Според Христо Татарчев, изначално има разногласия между учредителите на организацията за нейната крайна цел. Те се спират накрая като компромисен вариант на автономията с водеща роля на българите, но се отказват от идеята за пряко присъединяване към България. Лявото течение е базирано на социалистически и анархистични идеи. То се противопоставя на пряката намеса на Българската държава и църква в освободителното дело. Привържениците му настояват освен българи екзархисти в организацията да бъдат допускани и представители на други народности и вероизповедания, включително гъркомани и сърбомани. Те не подкрепят решаването на македонския и тракийския въпроси чрез присъединяването на двете области към България. Лявото крило стои зад идеята за Балканска федерация, която да замести Османската империя след разпадането ѝ. Според този ляв политически проект автономните Македония и Одринско трябва да се обособят като самостоятелна федерална единица с равноправие на всички граждани живеещи в нея, независимо от тяхната народност и вероизповедание. Дясното течение приема като водеща възможността за обединение на Македония и Одринска Тракия с България и приема тясното сътрудничество с българските власти, включително и получаването на военни помощи. То настоява за запазване на идеите от първия устав на организацията от началото на 1894 година, когато в нея да имат право да членуват само българи. Това положение е променено на конгреса през 1896 година от левичарите Гоце Делчев и Гьорче Петров, като новия устав от 1897 година допуска вече членство на всички македонци и одринци приемащи идеята за автономия на двете области, без разлика на тяхната националност. Дясното крило се противопоставя на сътрудничество с отоманската администрация, което левичарите са склонни да приемат. Консерваторите, за разлика от левичарите, подкрепят обединителната роля на Българската екзархия в Османската империя. Между двете крила има и групи настояващи за компромис между тях, но техните привърженици са гледани с подозрение и от двете страни.

### Начало на разцеплението
След Илинденско-Преображенското въстание преговорите между ВМОРО и бившите дейци на ВМОК за създаване на общо Благодетелно дружество пропадат и на 16 декември 1903 година официално се възстановява дейността на Върховния комитет. На Софийски съвещания от януари 1904 година е приета директивата за бъдеща дейност на ВМОРО, диктувана от Яне Сандански и приближените му, която цели демократизация в организацията. През март 1904 година група дейци около Борис Сарафов формират Временен комитет, който иззема част от функциите на Задграничното представителство, но се саморазпуска в началото на 1905 година.
От 1905 година противоречията между двете крила стават антагонистични. На Рилския конгрес под председателството на Даме Груев през октомври 1905 г. се дава оценка на досегашната дейност на Организацията, на Илинденско-Преображенското въстание, а има и бурни дискусии относно бъдещето на ВМОРО. Стига се до открит конфликт между десницата и левичарите. Левицата налага приемането на резолюция в смисъл, че Организацията с всички възможни средства ще се противопоставя на чуждото проникване в Македония и особено на чуждите въоръжени формации. По предложение на левицата е прието и решение за „съпротива срещу българската политика в Македония“. Левичарите постигат сериозен успех и при гласуване на новите Устав и Програма на ВМОРО, а също и при избора на ръководни органи. Новоприетият Устав постановява, че „член на ВМОРО може да стане всеки жител на Европейска Турция независимо от произхода, народността и вероизповеданието си, който е готов активно да се бори против всякакви опити за анексиране или подялба на Македония“. Междувременно помежду си отдавна враждуват ВМОРО и ВМОК, които имат обща цел, но различни възгледи за средствата на борбата. В тази връзка конгресът поставя ултиматум за разпускане на Върховния комитет, който неочаквано е приет от генерал Иван Цончев. Това дава тласък на разцеплението в самата вътрешна организация. Продължаващите противоречия налагат свикването на нов помирителен конгрес, който е планирано да се състои през декември 1906 г. но левицата настоява това да стане отново в Рилския манастир, а десницата предлага София. Вече ясно се очертават двете крила. Лявото се води от Яне Сандански, а фракциите на дясното, което е разнородно и няма лидер, се възглавяват от Иван Гарванов, Христо Матов и бившия ръководител на „върховистите“ Борис Сарафов.

### Развитие на процеса
Така през декември 1906 г. Даме Груев, наричан „геният на компромиса“ се отправя към София в опит да постигне разбирателство за мястото, където да се срещнат враждуващите фракции. На път за България на 9 декември 1906 г. Груев е убит при престрелка с турската полиция. Това убийство проваля предвидения помирителен конгрес и довежда до окончателен разкол. Сярската група на Сандански след като не успява с процедурни манипулации да наложи свое мнозинство от делегати в София се оттегля в Рила. Ябълката на раздора е член 3-ти от Правилника, в които е подчертано, че всеки член, който е напуснал организационната територия (Македония и Одринско), губи правото си на членство, докато е извън нея. От този член произтича, че много от делегатите, които са били предложени от дясното крило не са имали право да участват в работата на предвидения конгрес, тъй като дълго време са се намирали в България. Сред тези дейци са Борис Сарафов, Христо Матов, Христо Татарчев, Иван Гарванов и други. Самият Яне казва на пратените в Рилския манастир парламентьори, които го канят да се върне, че с Гарванов и Сарафов не може да има компромиси, отстъпки или сътрудничество. В тяхно лице Сандански вижда съперници за лидерството в организацията. Още преди смъртта на Даме Груев той се опитва да завземе властта и предлага Серският окръжен комитет, чийто член е, да встъпи в ролята на Централен комитет на ВМОРО. След като групата на Сандански напуска конгреса, останалите делегати решават на Съвещателно събрание в София да не избират нов Централен комитет, а само Задгранично представителство на ВМОРО в България. Избрани са Борис Сарафов, Христо Матов и Иван Гарванов. Сандански не ги признава и ги нарича „неовърховисти“. Последвалата дейност на Временното задгранично представителство по организирането и изпращането на чети в Македония с подкрепата на двора предизвиква острата реакция на левичарите от „сярската група“. През август 1907 г. Сандански предлага Задграничното представителство да бъде премахнато като орган, но понеже не може да наложи това решение, взема мерки да го изпълни в чисто физически смисъл. Смъртната присъда на представителите е подписана от Яне Сандански, Чудомир Кантарджиев, Георги Скрижовски и Александър Буйнов, като решението е подкрепено от Гьорче Петров, Пере Тошев и Петър Попарсов. Двата лагера започват да се дебнат взаимно.

### Ескалация на насилието и последици
В резултат Сандански натоварва доверения си войвода Михаил Даев да ликвидира задграничните представители. Той обаче вече се е разочаровал от Сандански и вижда в неговите амбиции главна пречка за единството във ВМОРО. Тогава Даев решава да използва близостта си с Яне, за да го убие. Не е известно дали Гарванов, Матов и Сарафов са узнали нещо за неговите намерения, но Даев ги описва в писмо и го праща до тях по своя заместник и кум – Тодор Паница. Това се оказва фатална грешка. Веднага след като той му поверява писмото за да го предаде в София, Паница го предава на Сандански. Заради заговора Даев е осъден на смърт. Присъдата на Даев е изпълнена на 30 октомври 1907 г., но се пази в тайна. Така на 28 ноември Борис Сарафов е убит в дома си, заедно с Иван Гарванов, от вече станалия най-доверен човек на Сандански – Тодор Паница. Христо Матов оцелява поради факта, че закъснява за срещата. Екзекуцията на двамата задгранични представители по заповед на Сандански създава непреодолими пречки за каквито и да е обединителни процеси във ВМОРО. Убийството им е повратен момент не само за ВМОРО, но и за отношението на управляващите в България към крайната левица. На организирания от десницата Кюстендилски конгрес на ВМОРО Яне Сандански и Тодор Паница са осъдени на смърт, но веднъж Тане Николов и после Владе Сланков раняват, но не успяват да елиминират Яне Сандански в Солун през същата 1908 година. От своя страна левицата организира Банския конгрес, на който е взето е и решение за създаване на нова Македоно-одринска революционна организация. Конгресът за учредяването на МОРО пропада след атентатите срещу Сандански. Така се поставя началото на разцеплението и на една от най-отрицателните тенденции в македонското движение – физическата разправа с вътрешноорганизационните опоненти.

### Оценки
Изяснявайки разцеплението, не може да не бъде разгледана тезата на северномакедонската историография, отстояваща схващането, че серските дейци са изразители на оформящата се македонска народност, в противовес на „българофилската“ и „върховистка“ линия на десницата. Въпреки тези твърдения, немалка част от серските дейци всъщност произхождат от Княжество България. Самите серчани дават отговор на въпроса за народностната си принадлежност. През декември 1907 г. от страна на Серския окръжен комитет е публикувано първото (от общо две) открити писма. Писмото се стреми да обясни постфактум извършеното убийство на Гарванов и Сарафов, поради което е със силно изразена пропагандна насоченост, съдържа остри квалификации към България и правителствената политика по македонския въпрос, и на тази база често е използвано от скопските историци за „доказване“ небългарското етническо съзнание на серчани. В писмото сред обвиненията срещу Гарванов и Сарафов е и това, че те съвместно с българското правителство са инспирирали безразборното нахлуване на масови чети във вътрешността на Османската империя. Същевременно серските дейци решително отхвърлят обвиненията в антибългаризъм, обявявайки се за истинските и единствени защитници на българския елемент в Македония.